# Вечерње новости (газета)
«Вечірні новини» (серб. Вечерње новости) — сербська щоденна газета-таблоїд, заснована 1953 року. Одна з найпоширеніших у Сербії газет. У службі новин газети працюють власні кореспонденти у 23 країнах світу.

## Історія

### Ранні роки
Засновник газети — Слободан Глумац, перший випуск вийшов 16 жовтня 1953 року. Девізом газети стала фраза «Швидко, коротко і ясно» (серб. Брзо, кратко, јасно), що, разом із великою мережею журналістів, зробило газету найпопулярнішою в СФРЮ.
У 1980-х роках газета стала відомою після того, як опублікувала досьє Югославської державної комісії, в якому містилися докази причетності генерального секретаря ООН та президента Австрії Курта Вальдгайма до воєнних злочинів нацистів у Югославії. Документ під назвою Ф-22572 від 17 листопада 1947 року став головним письмовим свідченням, яке звинувачувало Вальдгайма у злочинах.
У вересні 1986 року в газеті опубліковано фрагменти Меморандуму Сербської академії наук і мистецтв.

### Югославські війни
У 1990-ті роки газета стала фактично офіційним рупором влади Слободана Мілошевича, що збільшило її тираж. Головним редактором газети був Душан Чукич (серб. Душан Чукић). Проте газета відзначилася низкою скандалів. Так, якось вона видала одну з картин Уроша Предича за фотографію вбитого сербського хлопчика (оскільки фото було надруковано в чорно-білому форматі, то перевірити справжність було складно). 21 вересня 2000 року в газеті опубліковано фотографію мітингу в Беране на підтримку Слободана Мілошевича, на якій люди та дерева ліворуч і праворуч абсолютно не відрізнялися одні від одних. Іноземні ЗМІ довели факт фотомонтажу, повідомивши, що на мітингу було 15 тисяч осіб, а не 100 тисяч, згаданих у газеті.

### Сучасність
4 лютого 2006 року колишній баскетболіст Владе Дівац висловив побажання зробити внесок у статутний капітал «Новин» і спробувати придбати близько половини акцій, але вирішив почекати закінчення всіх судових позовів до газети. Інтерес до газети виявляли і два медіаконгломерати — WAZ-Mediengruppe і Northcliffe Media (відділення Daily Mail і General Trust), які бажали придбати частину акцій.
Нині[коли?] 30 % акцій газети належать уряду Сербії, 70 % — малим підприємствам та акціонерам. Компанія «Новини» випускає 12 щоденних і щотижневих газет, а також володіє однойменною радіостанцією.

## Головні редактори
- 1953—1957, 1963—1969 — Слободан Глумац[sr]
- 1957—1959 — Василіє Кралєвич (серб. Василије Краљевић)
- 1959—1963 Богдан Пешич (серб. Богдан Пешић)
- 1969—1972 Мірко Стаменкович (серб. Мирко Стаменковић)
- 1972—1974 Йован Яукович (серб. Јован Јауковић)
- 1974—1976 Живко Милич (серб. Живко Милић)
- 1976—1984 Томислав Милинович (серб. Томислав Милиновић)
- 1984—1987 Ілля Боровняк (серб. Илија Боровњак)
- 1987—1998 Радослав Брайович (серб. Радослав Брајовић)
- 1998—2000 — Перо Симич[sr]
- 2000 Душан Чукич (серб. Душан Чукић)
- 2000—2013 Манойло Вукотич (серб. Манојло Вукотић)
- 2013—2017 — Ратко Дмитрович[sr]
- 2017 — т. ч. — Милорад Вучелич[sr]